# Josef Mlejnek (politolog)
Josef Mlejnek (* 1969) je český politolog, publicista, politický komentátor a vysokoškolský pedagog. 
Působí jako odborný asistent na Katedře politologie Institutu politologických studií Fakulty sociálních věd Univerzity Karlovy. Je doktorem filozofie a působí jako publicista a komentátor, přičemž v této souvislosti navázal spolupráci s celou řadou různých médií, jmenovitě například s Deníkem N nebo Lidovými novinami. Dále je také redaktorem časopisu Babylon.
Ve své odborné činnosti se zaměřuje na témata jako přechody k demokracii, ústavní a volební systémy nebo moderní dějiny, přičemž geograficky se zaměřuje na oblast střední a východní Evropy. V souvislosti se svým zaměřením se pravidelně vyjadřuje v celé řadě různých médií, a to zejména v souvislosti s aktuálním politickým děním.